# Штумпп, Карл
Карл Штумпп (12 мая 1896 года Александергильф, Российская империя — 20 января 1982 года Штутгарт, Баден-Вюртемберг, ФРГ) — писатель, доктор наук, этнограф причерноморского немецкого происхождения, посвятивший свою научно-практическую и просветительную деятельность изучению немецкой эмиграции восточной и юговосточной части Европы; в период 1941—1945 годов руководил названной в его честь специализированной командой войск СС (нем. Schutzstaffel «отряды охраны») Национал-социалистической немецкой рабочей партии (НСДАП), которая занималась генеалогическими данными и изысканиями, а также классифицикацией жителей этнических немецких поселений; в послевоенный период — председатель федерального офиса репатриантов Ассоциации немецких соотечественников из России (нем. Landsmannschaft der Deutschen aus Russland). Награждён орденом «За заслуги перед Федеративной Республикой Германия» первой степени в 1966 году и медалью Института международных отношений в 1975 году.

## Биография
Карл Штумпп (нем. Karl Stumpp) родился в поселении Александергильф (нем. Alexanderhilf), располагавшееся недалеко от Одессы — в районе Гросслибенталь (нем. Grossliebental) Херсонской губернии Российской империи, — в семье этнических немцев: немецких колонистов из Королевства Пруссии, Германской империи и иных регионов старой Европы.
- Отец: Якоб Штумпп (1864—1918 г.ж.)
- Мать: Катарина Штумпп, в девичестве — Кёниг (1864—1945 г.ж.).

### Образование
Окончив немецкую среднюю школу в городе Одесса, поехал учился в Германию, где в период с 1918 по 1922 годов обучался в университете Эберхарда Карлса (нем. Eberhard-Karls-Universität) города Тюбинген (нем. Tübingen). В университете участвовал в создании Ассоциации студентов немецких колонистов. В 1922 году получил степень доктора философии — Ph.D.

### Профессиональная деятельность
После окончания университета, Штумпп поселяется в Бессарабии Румынского королевства и работает в старшей женской школе Тарутино. Занимаясь краеведческой деятельностью изучает историю бессарабских немцев, исследуя записи метрических, венчальных и иных книг из архивных церковно-приходских документов поселений, проводит опрос старожилов, собирает имена и фамилии переехавших когда-то из Европы этнических немцев и живших в Бессарабии; делает путевые заметки и создаёт зарисовки, чертежи и карты земель с поселениями бессарабских немцев. Основал университетскую библиотеку в Тарутино. Постоянно читал лекции по истории миграции немецкого населения Бессарабии.

### Участие в этнографических программах Рейха
В 1933 году Штумпп переезжает Германию, где начинался новый период развития страны под политическим руководством Национал-социалистической немецкой рабочей партии и где ему было предложена должность директора российско-германского отделения Института изучения немцев за рубежом (нем. Deutsches Ausland Institut). Поселившись в Штутгарте, он проработал в должности руководителя национального союза немцев за границей до 1938 года. В последующем, был членом германо-российского научно-исследовательского центра в Берлине.
В период Второй мировой войны, по поручению Института изучения зарубежных немцев и Имперского министерства оккупированных восточных территорий, доктор Штумпп проводит этнологические и генеалогические исследования в этнических немецких деревнях на оккупированных территориях. Названная в его честь и возглавляемая им «зондеркоманда доктора Карла Штумппа» действовала как полувоенное подразделение с лета 1941 года по лето 1943 года, состоя из 80 человек. В 1942 году Штумпп работал в качестве руководителя специального отдела айнзацгруппы «Клановое родовое исследование и социальная биология фольксдойче» (нем. Sippenkunde und Volksbiologie) при Рейхскомиссариате Украины: в обязанности данного оперативного штаба входили операции по изъятию и вывозу на территорию Рейха культурных ценностей — произведений искусства, музейных коллекций и архивных документов с оккупированных фашистами территорий.
В оккупированном вермахтом районах Штумппом и его командой было подготовлено более 300 «поселковых отчетов». Подробные демографические, культурные и расовые исследования для нацистской бюрократии и СС послужили основой для демографического контроля украинских сел и этнической сегрегации населения. Многое из его более поздних научно-исследовательских работ было основано на вывезенном в Германию материале. Военачальником из Берлина в RMfdbO (нем. Reichsministerium für die besetzten Ostgebiete) Штумппа был соотечественник — Георг Лейббрандт. В дневниковых записях от 6 августа 1941 года Штумпп писал об «освобождении Германии и Европы от большевистско-еврейской чумы», ради которой немецкие солдаты отдали свои жизни. В той же записи он пояснил запись рассказом, как молодой летчик немецкого происхождения — служивший в Красной Армии, — засиял от сообщения Штумппа на понимение разговора, что «ни один еврей» не будет рисковать своей жизнью в качестве летчика Красной Армии, «так как это требует мужества».
В период нахождения на оккупированных территориях СССР и в Приднестровье 1941 годов Штумпп столкнулся с массовым ликвидации евреев айнзатцгруппами СД («эсдэ») и их помощниками. Штумппа и его команду обвиняли в том, что в рамках своих этнологических исследований они составили списки из 42 000 «невыносимый евреев» и даже обвиняли в возможном принятии участия в таких убийствах.

### Послевоенная деятельность
Карл Штумпп избежал трибунала в Нюрнбергском процессе и каких-либо последствий за участие в составе аппарата оккупационных войск нацистской Германии на территории СССР во времена Второй мировой войны. В послевоенный годы вернулся к преподавательской деятельности и до 1957 года работал учителем гимназии в Тюбингене (нем. Tübingen), возобновил свои ранние краеведческие работы по исследованию миграции и поселений российских немцев, внося профессиональный и экспертный вклад в деятельность Ассоциации немцев России (нем. Landsmannschaft der Deutschen aus Russland), был редактором средств массой информации ассоциаций землячества немцев из СССР и/или России «Люди в пути» (нем. Volk auf dem Weg). Продолжал участвовать в научно-просветительной деятельности по этнографии этнических немцев.